# 北伊靈 (英國國會選區)

選區在大倫敦的位置

北伊靈（英語：Ealing North），英國國會一自治市選區，包括大倫敦西北部伊靈區西北部的八個地方選區。
始設於1950年。原來是工黨和保守黨競爭的選區，但在2010年大選中自1997年任當區議員的史提芬·龐德以50.4%選票擊敗保守黨的候選人連任，打破了領頭羊效應。